# Rudolf Ropek
Rudolf Ropek, född den 4 oktober 1970 i Potštejn, är en tjeckisk orienterare som tog brons i stafett vid VM 2001 och silver i sprint vid  VM 2003.